# بریمپتون کامن
بریمپتون کامن (به انگلیسی: Brimpton Common) یک روستا در بریتانیا است که در بارکشر غربی واقع شده‌است.